# Peyman Jafari

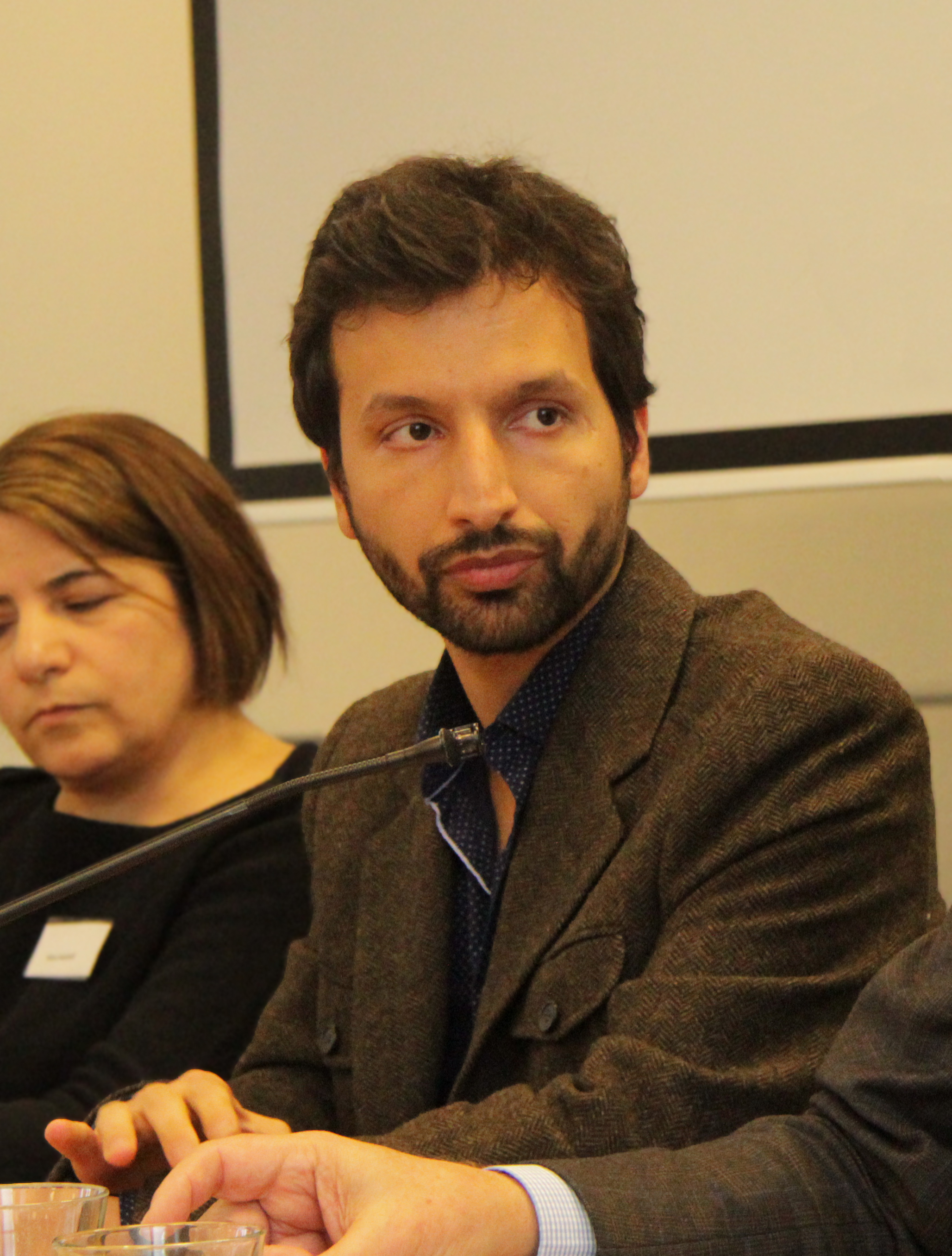
Peyman Jafari, 2013

Peyman Jafari (Perzisch: پیمان جعفری) (Teheran, 17 april 1976) is een Iraans-Nederlands historicus en Iran-deskundige.  
In 1987 vluchtte hij met zijn ouders uit Iran, eerst naar Turkije, later naar Nederland waar hij woont sinds circa 1989. Hij studeerde politicologie aan de Universiteit van Amsterdam.
In 2008 ontving hij van de Nederlandse Organisatie voor Wetenschappelijk Onderzoek een Mozaïeksubsidie, een promotiebeurs (€ 180.000) voor allochtone afgestudeerden. Hij is als historicus verbonden aan de Universiteit van Amsterdam en promoveerde aan het Internationaal Instituut voor Sociale Geschiedenis en Universiteit Leiden op de sociale geschiedenis van de olie-industrie in Iran. In 2014 ontving hij een Fulbright beurs voor onderzoek aan de Amerikaanse Columbia University.
In mei 2009 werd zijn eerste boek Het andere Iran uitgegeven over het Iran van de revolutie tot 2009. Hiervan verscheen een jaar later de Duitse vertaling. Zijn publicaties verschijnen in internationale academische tijdschriften en uitgeverijen. Hij geeft regelmatig commentaar in de Nederlandse en de internationale media over de actuele ontwikkelingen in en rondom Iran. Jafari publiceert ook regelmatig over het Midden-Oosten, internationale politiek en economie en het integratiedebat in Nederland bij onder andere Joop.nl. 
Jafari was een van de initiatiefnemers van Keer het Tij en het Nederlands Sociaal Forum en lid van de Internationale Socialisten.
Sinds 1 september 2019 is Jafari postdoc aan het Sharmin and Bijan Mossavar-Rahmani Center for Iran and Persian Gulf Studies van de Princeton-universiteit.

## Werken
- Noam Chomsky: de verantwoordelijkheid van intellectuelen, in Ronald van Raak (red.), Socialisme - what's left?, (Diemen: Veen), 2004
- Stop de hetze: argumenten tegen racisme, (Amsterdam: LeesLinks) 2004
- Het andere Iran: van de revolutie tot vandaag, (Amsterdam: Ambo/Anthos), 2009
- Kritische reflecties op Occupy: hoe kan de 99% winnen?, 2012[3]
- "The Ambiguous Role of Iranian Entrepreneurs," in Paul Aarts en Francesco Cavatorta (red.), Civil Society in Syria and Iran: Activism in Authoritarian Contexts, (Boulder, Co.: Lynne Rienner), 2012
- Iran in the Middle East: Transnational Encounters and Social History (London: I.B. Tauris), 2015
- Fluid History: Oil Workers and the Iranian Revolution in T. Atabaki, E. Bini, & K. Ehsani (Eds.), Working for Oil: Comparative Social Histories of Labor in the Global Oil Industry, (Cham: Palgrave Macmillan), 2018[4]
- Linkages of oil and politics: oil strikes and dual power in the Iranian revolution, in Labor History, 60(1), 2019[5]